# Ceraticelus fissiceps
Ceraticelus fissiceps là một loài nhện trong họ Linyphiidae.
Loài này thuộc chi Ceraticelus. Ceraticelus fissiceps được Octavius Pickard-Cambridge miêu tả năm 1874.